# سننان
سننان (به سوئدی: Sennan) یک سکونتگاه مسکونی در سوئد است که در شهر هالمستاد واقع شده‌است.

## خصوصیات
سننان ۰٫۷۳ کیلومترمربع مساحت و ۳۹۹ نفر جمعیت دارد.